# Musie Ghebreghiorghis
Musie Ghebreghiorghis OFMCap (ur. 26 lipca 1949 w Aderho) – etiopski biskup katolicki rytu aleksandryjskiego. Ordynariusz eparchii Emdeberu Kościoła katolickiego obrządku etiopskiego w latach 2004-2024. 

## Życiorys
W dniu 18 maja 1974 roku złożył śluby zakonne w zgromadzeniu Kapucynów. Święcenia kapłańskie przyjął w dniu 13 lipca 1976 roku. Był m.in. mistrzem nowicjatu oraz rektorem instytutu filozoficzno-teologicznego w Addis Abebie.
W dniu 25 listopada 2003 roku został mianowany przez papieża Jana Pawła II biskupem eparchii Emdeberu. Sakrę biskupią przyjął w dniu 8 lutego 2004 roku. Urząd objął w dniu 15 lutego 2004 roku. 23 sierpnia 2024 papież Franciszek przyjął jego rezygnację z urzędu ordynariusza eparchii Emdeberu Kościoła katolickiego obrządku etiopskiego. 